# باستد!
باستد! (به انگلیسی: !Busted، کره‌ای: 범인은 바로 너) یک مجموعه تلویزیونی اینترنتی کره جنوبی در نتفلیکس با بازی یو جه-سوک، آن جه-ووک، کیم جونگ-مین، لی کوانگ-سو، پارک مین یونگ، اوه سهون، کیم سه-جونگ و لی سونگ-گی است. این برنامه از ۴ مه ۲۰۱۸ آغاز شد و در ۲۲ ژانویه ۲۰۲۱ به پایان رسید.

## بازیگران
| بازیگران      | فصل ۱ (۲۰۱۸) | فصل ۲ (۲۰۱۹) | فصل ۳ (۲۰۲۱) |
| ------------- | ------------ | ------------ | ------------ |
| یو جه-سوک     | اصلی         | اصلی         | اصلی         |
| آن جه-ووک     | اصلی         | اصلی         |              |
| کیم جونگ-مین  | اصلی         | اصلی         | اصلی         |
| لی کوانگ-سو   | اصلی         | مهمان        | اصلی         |
| پارک مین یونگ | اصلی         | اصلی         | اصلی         |
| اوه سهون      | اصلی         | اصلی         | اصلی         |
| کیم سه-جونگ   | اصلی         | اصلی         | اصلی         |
| لی سونگ-گی    |              | اصلی         | اصلی         |

## قسمت‌ها

### بررسی اجمالی مجموعه
| فصل | قسمت‌ها | قسمت‌ها | تاریخ اصلی روی آنتن رفتن | تاریخ اصلی روی آنتن رفتن |
| فصل | قسمت‌ها | قسمت‌ها | اولین بار                | آخرین بار                |
| --- | ------ | ------ | ------------------------ | ------------------------ |
| ۱   | ۱۰     | ۱۰     | ۴ مه ۲۰۱۸                | ۱ ژوئن ۲۰۱۸              |
| ۲   | ۱۰     | ۱۰     | ۸ نوامبر ۲۰۱۹            | ۸ نوامبر ۲۰۱۹            |
| ۳   | ۸      | ۸      | ۲۲ ژانویه ۲۰۲۱           | ۲۲ ژانویه ۲۰۲۱           |

### فصل ۱ (۲۰۱۸)
| شم. کلی | شم. در فصل | عنوان                     | تاریخ پخش اصلی |
| --- | ---------- | ------------------------- | -------------- |
| ۱ | ۱          | «قتل پیش‌بینی شده»         | ۴ مه ۲۰۱۸      |
| فردی به نام M، هفت نفر را به مهمانی بازی قتل به میزبانی رئیسش که به K معروف است، دعوت می‌کند. به محض شروع بازی، M توسط یک عامل ناشناخته مورد اصابت گلوله قرار می‌گیرد، که این بازی را به یک صحنه واقعی جنایت تبدیل می‌کند. آنها به زودی متوجه می‌شوند که این قتل مربوط به عملیاتی به نام «پروژه D» است که آنها نیز در آن نقش دارند. مهمان‌ها: یو یون-سوک، کانگنام، کیم جونگ-ته، لی جائه-یونگ، پارک نا-ره، یه جی-وون توجه: کیم سه-جونگ در این قسمت حضور نداشت. |            |                           |                |
| ۲ | ۲          | «جزیره گنج»               | ۴ مه ۲۰۱۸      |
| کارآگاهان آماتور پس از استخدام توسط K، به جزیره ججو سفر کردند تا به مدیر موزه برای بازیابی یک محصول متعلق به دوست متوفی خود کمک کنند. آن‌ها با کمک یک خبرنگار محلی و یک توریست از سئول، به جستجوی گنج در اطراف جزیره ادامه می‌دهند. در همین حال، K افشا می‌کند که در گذشته، خطایی در تراشه ای که در کارآگاهان کار گذاشته شده بود، باعث شده بود که آن‌ها به آرامی حافظه خود را از دست بدهند و باعث شد که او پروژه D را کنار بگذارد. مهمان‌ها: آن نه-سانگ، وو هیون، کیم سو-رو، هونگ جونگ هیون |            |                           |                |
| ۳ | ۳          | «کوانگ سو، یک قاتل»       | ۱۱ مه ۲۰۱۸     |
| هنگام تعطیلات در جزیره ججو، لی کوانگ سو با خماری از خواب بیدار می‌شود و در اتاق خود زنی مرده را می‌یابد. او از ترس اینکه پلیس او را به عنوان یک مظنون تلقی کند، از صحنه می‌گریزد و تصمیم می‌گیرد که خودش قاتل را پیدا کند. K با شش کارآگاه دیگر تماس می‌گیرد و به آن‌ها می‌گوید که کوانگ سو مظنون به قتل شده‌است. این امر باعث می‌شود که آن‌ها در تلاش برای اثبات بی‌گناهی کوانگ سو در این پرونده تحقیق کنند در غیر این صورت مجبور خواهند شد او را دستگیر کنند. مهمان‌ها: آن نه-سانگ، لی کی-وو، لی چانگ-مین، لی گوک-جو، لی میونگ-هون، جو یون-هو، مون کیو-پارک، چوی مین-جه |            |                           |                |
| ۴ | ۴          | «پیام از مردگان»          | ۱۱ مه ۲۰۱۸     |
| کیم جونگ-مین با کودکی روبرو می‌شود که دفترچه یادداشت یک دختر نوجوان را به او می‌دهد. او پی می‌برد که این دختر اخیراً در پارک مرکزی سونگدو تحت شرایط مرموزی مرده و از K تماسی دریافت می‌کند که به او می‌گوید کارآگاهان را در دبیرستانی که وی در آن تحصیل کرده‌است جمع کند تا به مرگ او پی ببرد. در طی تحقیقات، کارآگاهان متوجه می‌شوند که دوستانش حتی پس از مرگ وی از او پیامک دریافت می‌کرده‌اند. مهمان‌ها: آن نه-سانگ، سوپرایز (یو ایل، سئو کانگ جون، گونگ میونگ، کانگ ته-اوه، لی تائه-هوان)، کانگنام، کانگ جه-جون، لی اون-کیونگ، جی یون-ها |            |                           |                |
| ۵ | ۵          | «آخرین خون‌آشام»           | ۱۸ مه ۲۰۱۸     |
| یک جنایتکار سابق، که آن جه-ووک در طی روزهای مأمور بودن خود، او را دستگیر کرده بود، به او می‌گوید که یک زن در زادگاهش، یک جزیره کوچک در نزدیکی اینچئون، کشته شده‌است. هنگامی که کارآگاهان به این جزیره می‌روند، متوجه می‌شوند که ساکنان آن معتقدند که خون‌آشامی در این جزیره زندگی می‌کند و هر زمان کسی بخواهد در مورد قتل‌های رخ داده در روستا تحقیق کند، یک زن را می‌کشد. در این زمان، K به آنها می‌گوید که یکی از پزشکان درگیر پروژه D از همان جزیره بود. مهمان‌ها: آن نه-سانگ، پارک هه-جین، لی ون-جونگ، کیم شین-یونگ، نام چانگ-هی |            |                           |                |
| ۶ | ۶          | «نبرد کارآگاهان»          | ۱۸ مه ۲۰۱۸     |
| دو سرپرست رقیب یک موزه هنر در تلاشند که از کارآگاهان K و تیم کارآگاه نابغه کمک بگیرند تا از یکدیگر پیشی بگیرند. رقابت بین دو تیم شدید است، زیرا آنها باید قبل از مزایده نقاشی در همان شب، خودنگاره یک هنرمند تازه فوت شده را پیدا کنند. مهمان‌ها: آن نه-سانگ، جونگ جه-هیونگ، لی جوک، لی جانگ-ون (پپرتونز)، شین جه-پیونگ (پپرتونز)، جان پارک، وندی (رد ولوت)، کیم بوم-سو، کانگنام، مین جی-یونگ، چوی یونگ- وان |            |                           |                |
| ۷ | ۷          | «شعبده باز ناپدیدشده»     | ۲۵ مه ۲۰۱۸     |
| کارآگاهان برای حمایت از سهون که قرار است با اجرای رقص، یک نمایش شعبده بازی را افتتاح کند، در تمرین این نمایش شعبده بازی شرکت می‌کنند. در حین تمرین، شعبده باز در حالیکه یکی از ترفندهای شعبده بازی اش را انجام می‌دهد، به‌طور مرموزی ناپدید می‌شود که خدمه را وحشت زده می‌کند زیرا نمایش در چند ساعت آینده برگزار خواهد شد. در نتیجه، مدیر از کارآگاهان می‌خواهد تا قبل از شروع نمایش او را پیدا کنند. مهمان‌ها: آن نه-سانگ، چوی هیون-وو، شین هه-جونگ (ای‌اوای)، جونگ هه-سونگ، جو وو-جونگ، جاشوآ سث |            |                           |                |
| ۸ | ۸          | «نجیب‌زاده مرموز»          | ۲۵ مه ۲۰۱۸     |
| مردی که ادعا می‌کند دوست قدیمی K است، کارآگاهان را به چالش می‌کشد تا یک پرونده ۲۰ ساله را از طریق یک سری آزمون‌ها حل کنند تا توانایی آن‌ها را در تحقیقات جنایی، ارزیابی کند. هر آزمون، هدف متفاوتی دارد و اولین کارآگاهی که در یک آزمون به‌طور کامل موفق شود، مبلغ زیادی پول دریافت می‌کند. این مرد همچنین متعهد می‌شود که رمز عبور جعبه ای که کارآگاهان در جزیره ججو به دست آورده بودند را در اختیار آنها بگذارد که حاوی اطلاعات ارزشمندی دربارهٔ پروژه D است. در خارج از مأموریت، کیم سه-جونگ دیده می‌شود که در حال ترک گل‌ها برای M در یک خاکسترخانه است. مهمان‌ها: آن نه-سانگ، جانگ گوانگ، آن ایل-کوان، یون سونگ-هو، لی مون-جه، سو این-آ، کریشا چو، شین سو-یی، کیم بوم-جون، یو یون-سوک |            |                           |                |
| ۹ | ۹          | «عملیات: حمل و نقل جنایی» | ۱ ژوئن ۲۰۱۸    |
| یو یون-سوک خودش را تسلیم می‌کند و درخواست می‌کند که کارآگاهان K باید او را به زندان منتقل کنند. اگرچه این موضوع کارآگاهان را گیج می‌کند، اما این درخواست او در عوض اطلاعات دربارهٔ پروژه D و دخالت او با آن را می‌پذیرند. در حالی که راهی زندان بودند، یو جه-سوک یک تماس تلفنی از طرف مردی ناشناس دریافت کرد که خواستار آوردن یو یون-سوک برای او بود، در غیر این صورت بمبی که در کیف یک غریبه کار گذاشته شده، منفجر خواهد شد. مهمان‌ها: یو یون-سوک، جونگ جون-ها، کانگ سونگ-جین، لی جه-یونگ |            |                           |                |
| ۱۰ | ۱۰         | «ناپدید شدن K»            | ۱ ژوئن ۲۰۱۸    |
| کارآگاهان یک پیام زمان‌بندی شده از K دریافت می‌کنند که سه ماه پیش، هنگام برنامه‌ریزی مهمانی بازی قتل، نوشته شده‌است. او به آنها می‌گوید که آزمون نهایی در خانه ای امن در اینچئون در انتظار آنها است. همچنین آنها از یک صدای آشنا پیامی دریافت می‌کنند که می‌گوید او K را ربوده‌است. مهمان‌ها: چا یو-رام، کیم جونگ-ته، یون هیونگ-بین |            |                           |                |